# Magnolia mirifolia
Magnolia mirifolia là một loài thực vật có hoa trong họ Magnoliaceae. Loài này được mô tả khoa học đầu tiên năm 2008.